# Бониту-ди-Минас
Бониту-ди-Минас (порт. Bonito de Minas) — муниципалитет в Бразилии, входит в штат Минас-Жерайс. Составная часть мезорегиона Север штата Минас-Жерайс. Входит в экономико-статистический микрорегион Жануария. Население составляет 10 000 человек на 2007 год. Занимает площадь 3900,641 км². Плотность населения — 2,1 чел./км².

## История
Город основан 22 декабря 1995 года. 

## Статистика
- Валовой внутренний продукт на 2003 год составляет 14 389 680,00 реалов (данные: Бразильский институт географии и статистики).
- Валовой внутренний продукт на душу населения на 2003 год составляет 1795,34 реалов (данные: Бразильский институт географии и статистики).
- Индекс развития человеческого потенциала на 2000 год составляет 0,580 (данные: Программа развития ООН).